# Русская шапка
Русская шапка (сербохорват. руске капе/ruske kape, козачке капе/kozačke kape, шубарице/šubarice, mađarski čupavci; болг. руска шапка; босн. ahmedije; тур. İmam sarığı) — популярный десерт балканской кухни, особенно распространённый в странах бывшей Югославии — Сербии, Хорватии и Боснии, а также в Болгарии (и малоизвестный собственно в России). Представляет собой небольшой бисквит цилиндрической формы, политый сверху шоколадной глазурью и обсыпанный кокосовой стружкой. В некоторых случаях вместо кокосовой стружки используется дроблённый грецкий орех. Имеется также и постная версия.
Форма кекса напоминает форменные папахи некоторых частей русской армии времён войны за освобождение Балкан, и достаточно точно воспроизводит их форму. Другая версия утверждает, что десерт напоминает по форме ушанки.
Единого рецепта начинки не существует, но чаще всего это нежный шоколадный бисквит с кремовой прослойкой. Русские шапки подают охлаждёнными на большом блюде, и гости разбирают себе по одной. Есть десерт можно как вилкой или ложкой, так и руками.